# リン30
リン30 (Phosphorus-30・30P) とは、リンの同位体の1つ。

## 歴史
30Pは、世界で初めて人工的に得られた放射性同位体である。1934年にフレデリック・ジョリオ＝キュリーとイレーヌ・ジョリオ＝キュリー夫妻が、天然に存在するアルミニウムの同位体である27Alにアルファ線を照射することで合成した。アルファ粒子が衝突した27Alは、余計となる中性子1個を放出して30Pとなる。ジョリオ＝キュリー夫妻はこの30P合成の成果から、翌年のノーベル化学賞（受賞理由：人工放射性元素の発見）を受賞した。
{\displaystyle \mathrm {^{27}_{13}Al\ +\ _{2}^{4}He\ \longrightarrow \ _{15}^{30}P+\ _{0}^{1}n} }

## 崩壊
30Pは約2分30秒の半減期を持ち、リンの放射性同位体としては3番目に長い半減期を持つ。30Pはその100%が陽電子放出によって安定同位体である30Siに崩壊する。
{\displaystyle \mathrm {^{30}_{15}P\ {\xrightarrow[{2.498\ minutes}]{\beta ^{+}}}\ _{14}^{30}Si} }
30Pの親核種には30Sと31Clが知られているが、両者自身および親核種ともに30Pよりもさらに半減期が短く、天然には存在しない人工放射性同位体である。30Sは半減期1.178秒を持って100%が陽電子放出によって、31Clは半減期0.15秒を持ってその0.7%が陽電子放出と陽子放出が同時に発生して30Pとなる。なお、31Clの残り99.3%は単なる陽電子放出によってリンの安定同位体である31Pになる。